# Coronel Moldes
Coronel Moldes est une localité argentine située dans la province de Salta et dans le département de La Viña. Elle est située à proximité de la route nationale 68, de la RP 47 et du chemin de fer General Manuel Belgrano, dont le réseau principal et les embranchements la relient au sud de la Bolivie, au nord du Chili et au port de Barranqueras (Chaco) sur le rio Paraná à l'est.

## Histoire
La ville tire son nom de José de Moldes, révolutionnaire militaire et politique et promoteur actif de la révolution d'indépendance. Originaire de Salta, il a fait des études supérieures en Espagne. À son retour, il se met au service de la cause patriotique. Parmi ses fonctions, il a été député constituant de la XIIIe année et membre du Congrès de Tucumán qui a déclaré l'indépendance en 1816. José Moldes est décédé le 18 avril 1824 à l'âge de 39 ans.
La ville a été fondée en 1859.

## Fêtes locales
- 18 avril, commémoration du colonel José de Moldes, un habitant de Salta qui a combattu pour l'indépendance de l'Amérique.
- 20 août, Saint-Bernard : on célèbre la fête du saint patron. Des foules se rassemblent pour vénérer l'image de ce saint.

## Démographie
La localité compte 3 369 habitants (Indec, 2001) ; contre 2 611 habitants (Indec, 1991) avec une augmentation intercensitaire de 29 %. Le recensement de 2010 a montré une population de 4.685.

## Tourisme
C'est à partir d'ici qu'on peut accéder au lac de Cabra Corral, formé par le barrage General Belgrano, où se trouve une zone de camping et des activités nautiques et de pêche. Le réservoir, d'une grande beauté, couvre 12 000 ha et est d'une grande importance pour la production d'énergie pour les provinces du NOA, ainsi que pour assurer l'irrigation et contenir les débordements des régions agricoles environnantes. Le tourisme rural est développé dans la région avec des visites de fermes, de l'équitation, du trekking et du cyclisme.
La gastronomie locale est basée sur la dégustation du fromage de chèvre, avec des circuits d'interprétation et des musées consacrés à sa production. La région compte également d'importantes plantations de tabac.

## Sismologie
La sismicité de la province de Salta est fréquente et de faible intensité, avec un silence sismique de séismes moyens à graves tous les 40 ans.
- Séisme de 1930 : bien que de telles catastrophes géologiques se produisent depuis la préhistoire, le séisme du 24 décembre 1930[1], a marqué une étape importante dans l'histoire des événements sismiques à Jujuy, classé 6,4 sur l'échelle de Richter. Mais même en prenant les meilleures précautions nécessaires et/ou en restreignant les codes de construction, aucun changement ne s'est fait ressentir[2]
- Séisme de 1948 : séisme qui s'est produit le 25 août 1848 et qui est classé 7,0 sur l'échelle de Richter, il a détruit des bâtiments et ouvert de nombreuses fissures dans de vastes zones[1],[2]
- Séisme de 2010 : apparu le 27 février 2010 et classé 6,1 sur l'échelle de Richter.